# Santa Rosa de Cabal (ort)
Santa Rosa de Cabal är en ort i Colombia.   Den ligger i departementet Risaralda, i den centrala delen av landet, 170 km väster om huvudstaden Bogotá. Santa Rosa de Cabal ligger 1 691 meter över havet och antalet invånare är 57 928.
Terrängen runt Santa Rosa de Cabal är lite bergig, och sluttar västerut. Runt Santa Rosa de Cabal är det ganska tätbefolkat, med 160 invånare per kvadratkilometer. Närmaste större samhälle är Dosquebradas, 6,0 km sydväst om Santa Rosa de Cabal. I omgivningarna runt Santa Rosa de Cabal växer i huvudsak städsegrön lövskog.